# Киррейн, Джек
Джон Джозеф «Джек» Киррейн мл. (англ. John Joseph "Jack" Kirrane Jr., 20 августа 1928, Бруклайн, штат Массачусетс, США — 26 сентября 2016, Куинси, штат Массачусетс, США) — американский хоккеист, чемпион зимних Олимпийских игр в Скво-Вэлли (1960). на протяжении многих десятилетий является рекордсменом, поскольку имел самый длинный промежуток времени между выступлениями в олимпийских командах США по хоккею.

## Спортивная карьера
Начал играть в хоккей в детстве со своими братьями на соседском пруду. В старших классах он занимался бейсболом, легкой атлетикой, футболом и хоккеем с шайбой.
В 1948 году стал самым молодым членом олимпийской сборной США по хоккею. Когда команда отправилась в Санкт-Мориц (Швейцария), чтобы принять участие в Олимпийских играх, возник конфликт по поводу олимпийского права (в то время турнир был исключительно любительским), и были отправлены две команды США. Это была ситуация, которая чуть не вызвала отмену всего турнира по хоккею. В конце концов сборная США заняла 4-е место, но была дисквалифицирована по решению МОК за заявление профессиональных игроков, что запрещалось правилами Игр. Впрочем, результаты матчей с ней оставлены в силе.
После Олимпиады он продолжил играть в любительский хоккей за клуб «Бостон Олимпикс» из Восточной любительской хоккейной лиги (EAHL), фарм-клубе команды Национальной хоккейной лиги «Бостон Брюинз». Потерял шанс на карьеру в НХЛ, когда его призвали в армию Соединенных Штатов для службы в Корейской войне. Демобилизовавшись, стал пожарным в своём родном городе Бруклайн (штат Массачусетс). На этот раз он сыграл еще один сезон (1954/55) в EAHL за клуб «Уорчестер Уорриорс». В 1957 году, через два года после своего последнего сезона в EAHL, он вывел свою команду в Ассоциацию любительского хоккея Национального чемпионата США.
В преддверии зимней Олимпиады в Скво-Вэлли (1960) получил возможность сыграть за сборную США. Для этого он должен был оформить неоплачиваемый отпуск в пожарной части и продать свой пикап, чтобы позволить себе билет на самолет. Через двенадцать лет после того, как он был самым молодым игроком своей первой олимпийской команды в 1948 году, на этот раз он оказался самым возрастным хоккеистом и был выбран капитаном команды.
Сборная США вошла в турнир как аутсайдер. Однако в ходе турнира американцы смогли победить доминировавших в матче канадцев 2:1, а затем и сборную СССР 3:2. В финальной игре американцы встретились с Чехословакией и победили 9:4, став олимпийскими чемпионами. После вручения медали он получил поздравительную телеграмму от своего друга из Бруклайна Джона Ф. Кеннеди, на тот момент сенатора США. По возвращении коллеги по работе забрали из аэропорта на пожарной машине, и в его честь был устроен банкет в спортзале Brookline High.
Заключительное выступление за сборную США на чемпионате мира в Стокгольме (1963) оказалось неудачным, сборная США официально финишировала последней.
В 1987 году он был введён в Зал хоккейной славы США.
В течение 38 лет работал пожарным в Бруклайне, закончив карьеру лейтенантом в Ladder Co. 2. Также 15 лет являлся менеджером катка в хоккейном центре Bright-Landry Гарвардского университета. В декабре 2010 году в его честь был переименован каток в парке Ларца Андерсона в Бруклайне.